# レインボータウンエフエム放送
レインボータウンエフエム放送株式会社（レインボータウンエフエムほうそう）は、東京都江東区の一部地域を放送区域として超短波放送（FM放送）を行う特定地上基幹放送事業者である。
かつては「大江戸放送局」と称しており、現在でも会社概要の愛称欄にはそのように記載しているが、放送やHPなどではレインボータウンFMと呼称している。なお「大江戸」は、ワイド番組タイトルの冠として引き続き用いられている。

## 概説
深川地区などに見られる江戸文化と、臨海副都心などに見られる未来文化との融合を地域特性とし、「見せるラジオ/魅せるFM」を局コンセプトとして放送編成を行っている。また公式Webサイト上ではインターネットストリーミング放送をスタジオ内の映像とともに放送している。
開局前の1998年、関東電気通信監理局（現・関東総合通信局）に開局を申請したところ、「空き周波数がない」として一旦は却下された。しかし創業者が「江東区各地で昼夜にわたって混信しない周波数はあるはず」と79.2MHzを探し当て、再申請したところ、79.2MHzで問題がないと認められ開局するに至っている。
地上波テレビのアナログ放送終了に伴うガードバンド解消に伴い、2018年11月1日午前7時半に88.5MHzへ周波数変更と20Wへの出力増強を行った。それに伴って送信所を江東区役所本庁屋上に移転した。また、出力増強に伴い、可聴エリアも拡大するとしている。
局の呼出呼称は「エフエムこうとう」であり、局名告知でも両方をアナウンスする。『レインボータウン』は当時東京都が東京臨海副都心（有明・青海地域擁する）を「レインボータウン」とPRしていたことに由来しているため、都の許可を得た。開局前は「DAIBA FM」という愛称案もあったほか、前述の周波数調査もなく通っていた場合はお台場のパレットタウンにスタジオを設ける案もあったようだが、結果として当初は門前仲町に置かれることとなった。局の公式キャラクターはソウル・ジョージ。
地上波FM放送の他、ListenRadioでも配信している。その他YouTube Liveでも配信しているが、生放送のトーク部分のみであり、著作権の関係で音楽や録音素材は放送されない。また過去のライブ配信分はアーカイブ化されている。

## スタジオ
木場レガーレスタジオ
2024年12月2日より稼働
東京都江東区木場1-5-9 深川ギャザリアLEGARE棟1F
豊洲ブランズタワースタジオ
2022年10月1日より稼働。
東京都江東区豊洲5-11-8 ブランズタワー豊洲
亀戸アンフェリシオンスタジオ
サテライトスタジオ
東京都江東区亀戸1-43-22アンフェリシオン1F
いずれも屋外から放送の様子が見えるオープンスタジオとなっているのが特徴。ただし、建物の関係上放送時間以外は音声を出していないほか、豊洲スタジオは高層マンションの一角にスタジオがあり、住民への配慮から、音声を外に送出するシステムを備えていない。
2006年3月 - 2022年9月30日までは深川ギャザリア内北プラザの木場スタジオをメインとしていた。しかし、北プラザ棟の大幅改築によりメインスタジオを豊洲に移していた。その後旧北プラザ棟にLEGARE棟が完成し、木場・豊洲・亀戸（平日昼帯のみ）の3スタジオ体制としている。

## 沿革
- 2003年（平成15年）
  - 3月5日 - 設立
  - 7月21日 - 午前8時、周波数79.2MHzで開局。全国で166番目、東京都内では10番目の開局。開局の第一声は岩崎康雄[1]。当時は門前仲町の赤札堂内「門仲スタジオ」がメインスタジオであった。
- 2006年（平成18年）3月1日 - 深川ギャザリア・北プラザ内「木場スタジオ」にメインスタジオを移転。「門仲スタジオ」は閉鎖された。
- 2007年（平成19年）日付不明 - 亀戸1丁目の結婚式場「アンフェリシオン」内に「アンフェリシオンスタジオ」完成。
- 2018年（平成30年）11月1日 - 周波数を88.5MHzに変更、出力を10Wから20Wに増力。同時に正式に墨田区がサービスエリアに含まれている。
- 2022年（令和4年）10月1日 - 木場スタジオから移転する形で、豊洲5丁目のマンション「ブランズタワー豊洲」内「豊洲スタジオ」から放送開始。「木場スタジオ」は一旦閉鎖。
- 2024年（令和6年）12月2日 - 木場深川ギャザリア内に新築されたLEGARE棟1Fに「木場スタジオ」を新設。豊洲・亀戸とともに3点体制が確立。

## 主な番組
8時を起点に24時間放送を行っており、平日の4本のワイドを主軸に構成。また、週替わりの番組を構成する枠が多いのも特徴。基本的に日曜深夜も休まず行うが、木場スタジオでは深川ギャザリア内の電気設備の点検が行われる際は0時 - 6時の間で停波を伴う中断の場合があった。豊洲スタジオの場合はブランズタワーの電気設備の点検が行われる際に9時 - 16時の間で停波を伴う中断の場合がある。

### 毎日
- 朝までNon Stop Music（月・火 23:15 - 8:00、水・木 23:20 - 8:00、金 - 日 23:00 - 8:00）

### 月 - 金
- 大江戸ワイドスーパーモーニング（8:00 ~ 10:00）
  - 突然ですが占いです
  - （月）ぶらKinu
- 大江戸ワイドスーパーアフタヌーン（15:00 - 17:00。アンフェリシオンスタジオから生放送）※年末年始は豊洲スタジオから放送。また、現状では月・水は「Non Stop Music」にて対応）
  - （第4金）トラストLOVE
- Radio JUKEBOX（12:00 ~ 14:00）
  - （月）毎度おおきに福原さん
  - （火）まきレポ
  - （水） Ole! FC東京 CROSS - 2022年1月改編で「スーパーイブニング（木）」から枠移動。リピート放送を同日21:50から放送（Radio JUKEBOX内）
  - （第3木）キングのマジカルミュージック
  - （金）東京成徳 チアラジ

### 月 - 木
- おもいで歌謡うた物語（10:00 - 11:00）
- イレブンミュージック（11:00 - 12:00）
  - 阪井あかねのラジオの時間／きむらきょうやK’z Radio（水曜日）
- 大江戸ワイドスーパーイブニング（18:20 ~ 20:00）
  - （月・水・木）★ラジオとうこう
  - （月 - 木）Rainbow Power Play
  - （月）栗田加奈子のコミュニティなラジオ
  - （水）伊藤広規　旅と人と音楽と
  - （木）幼染みバンドのノスタルジア
  - （第2木）Narhalis’s Beauty Talk

### 月
- 元気de満タン!（14:00 - 15:00）
- 泉水いづみのねばる門には福来る【たかはぎFMにネット[注釈 3]】（17:00 - 18:00）
- ハッピーミチオパラダイス（18:00 - 18:20）
- Wondeful Moon（20:00 - 21:00）
- ヒロさんの世のため後のためラジオ（21:00 - 21:30）
- ときめきガーデン（21:30 - 22:00）
- Happy Tonight（22:00 - 22:30）
- マッスル力也のなるほどぉ〜Monday!（22:30 - 23:00）
- ギラギラシルバー2（23:00 - 23:15）

### 火
- 東京ラジオニュース（14:00 - 15:00）
- Hello Tuesday!（17:00 - 18:00）
- 松本美奈子のbeautiful days（18:00 - 18:20）
- KIBAっていこう - みっちーほか
- 火曜BEAST!!!!!!（20:00 - 21:00）
  - 秦瑞穂の今日から友達って事でいいですか？（第1週） - 秦瑞穂、池山智瑛、山本愛莉、海里
  - ラララ〜♪Tuesday（第2週） - 七海なな、色紙実優、波妃美咲、森岳亜弥、尾崎茜、福田千穂
  - いくありナイト（第3週） - 関森ありさ、末竹郁美
  - きらきらジョイフルTIME（第4週） - 宮澤寿梨、山岡竜弘、鈴木優也
- ミュージック・デリバリー（21:00 - 22:00） - 2008年放送開始。2014年からジェイクランプとの共同制作。そのほか各コミュニティFM局に番販ネットあり）
  - （第1週）空想委員会→堀優衣「毎日がHORIDay」[注釈 4]
  - （第2週）浅見ユウコ
  - （第3週）城南海「城南海のMUSIC AIRPORT」- エフエムたつごう・エフエムうけん・エフエムせとうち[注釈 5]は当番組のみを第4日曜日にネット。
  - （第4週）ハーフトーンミュージック　レインボータウン支社（武部聡志・鳥山雄司・櫻）
  - （第5週）櫻→堀優衣
- 小山田匠のシネマサプリ（22:00 - 22:30）
- ACROSS★TALK（22:30 - 23:00）
- SNS FUN!（23:00 - 23:15）

### 水
- Claystsl⭐︎Sohwer（14:00 - 15:00）
- みさよのふるさと自慢　味自慢（17:00 - 18:00）
- トワイライト☆トレイン（18:00 - 18:20）
- 水曜スペシャル（20:00 - 21:00）
- 猫ひろしのキバRunラジオ（21:00 - 22:00） - チェリー吉武、よしえつねおがパートナーとして参加
- Fishing Train（22:00 - 22:30）
- 東京シティ・フィルの"らじおけ。"（22:30 - 23:00） - 皆神陽太、吉武由夏
- 灯敦生のシネマラジオ（23:00 - 23:20）

### 木
- Stand by Me（14:00 - 15:00）
- 原めぐみのEN・JOYトーク（17:00 - 18:00）
- 銀座ロイヤルサロン（18:00 - 18:20）
- Evening Station（20:00 - 21:00）
  - DASEINのVIVA☆ニゴジュー - 第2週目。DASEINの活動25周年記念で2025年1月9日開始.

- - ぺろりたいむ - 第3週目。パッパラー河合ほか。
  - 森山栄治のこっそり聴いてくれないか! - 第4週目。森山栄治ほか。源流は当局で放送された『*pnish*のパニックスタジオ』 で、森山は*pnish*の副リーダーでもある。
- KIBA BREEZE!!!（21:00 - 22:00）
  - TOKYO12 レインボー
- 東京ミッドナイト@（22:00 - 22:30）
  - すえたけいくみのTheShowCase（第2・5週目。末竹郁美、すみだストリートジャズフェスティバル実行委員会ほか）
- 東京ミッドナイト（22:30 - 23:00）
- 植草美幸の恋愛・結婚相談（23:00 - 23:20）

### 金
- Crystal ISM（10:00 - 12:00）
- SSCシェアハピラジオ（14:00 - 14:30）
- ふかがわ音Meguro（14:30 - 15:00）
- R-エンタメ倶楽部（17:00 - 17:30）
- 小石川大祐のブライトキャリアカフェ（17:30 - 18:00）
- SPORTS WORKERS（18:00 - 19:00）
- シネマスクエア べらぼうに喋るやん（19:00 - 20:00）
- Friday Hit⭐︎Magic（20:00 - 21:00）
  - 平塚千瑛 今夜もおしょうしな - 第1週目。2023年8月1日開始。エフエム山形と実質共同制作。番組自体は7月スタートであるが山形で放送した後に再放送されるため。
  - レノるーむ - 第2週目。レノ聡
- 今西祐介のハロアル・レディオ（21:00 - 22:00）
- ミサトーナイト（22:00 - 22:30） - 野澤美仁
- SUPER MAGIC FRIDAY（22:30 - 23:00）

### 土
- Zoom×Radioシンクロプラス（8:00 - 8:30）
- グッドエイジ（8:30 - 9:00）
- TOKYO MORE+（9:00 - 10:00）
- Colorful style Lab（10:00 - 11:00）
- Weekend Fun!（11:00 - 12:00）
- 大江戸ワイド Super Saturday（12:00 - 13:00）
- amedi Lips（13:00 - 14:00）
- HAPPY-GO-LUCKY（14:00 - 15:00）
- サタマニ♪（15:00 - 16:00） - 宮路一昭
- EMOTIONAL BEAT（16:00 - 17:00）
  - （第1週）野村義男の好きで何が悪い
  - （第2週・第4週）姫ラジ - 環みほほか
  - （第3週）田村直美の好きで何が悪い
  - （第4週）姫リアンズRadio - 環みほ、小島まゆみ、いわたまあり、アポロン山崎
- ミュージック・デリバリーDX（17:00 - 18:00）
  - （第1週）大木トオル「ニューヨーク・ブルース・ナイト」 - アシスタント：河合美佳
  - （第2週）関森ありさ
  - （第3週）KATSUMI「幸せの種」
  - （第4週）松岡英明「ポップ・ランデヴー」
- えがお　暮らしのステーション（18:00 - 18:20）
- PEACE（18:20 - 19:00）
- 上野淳の東京☆夜会（19:00 - 20:00）
- SupaDupa（20:00 - 21:00）
- 東京スクラム（21:00 - 21:30）
- SSCシェアハピラジオ（21:30 - 22:00）
- Perfect Free（22:00 - 22:30）
- Anjupa-miパワー（22:30 - 23:00）

### 日
- シンガーMIRANOの愛の玉手箱（8:00 - 8:30）
- いいね!情報局 Life Teller Time（8:30 - 9:00）
- 大江戸情報局（9:00 - 10:00、10:20 ~ 12:00）
- ラジオドラマ甲子園（12:00 - 12:30）
- Crossing Art（12:30 - 13:00）
- ザ・豊洲（13:00 - 14:00）
- Music Box（14:00 - 15:00）
- サンデーブランチトークショー（15:00 - 15:30）
  - ラファーファラジオ　おやつの時間
- のりのりフロンティア（15:30 - 16:00）
- SSCシェアハピラジオ（16:00 - 16:30）
  - ナザレンコ・アンドリーのニッポンで物申す（第1週目）
  - 松山あおいの気まぐRadio（第2週目）
  - KTBとBKBのきみとラジオ（第3週目）
- Idobata Now（16:30 - 17:00）
- そのまんまラジオ！～よく聴く サプリ～（17:00 - 17:30）
- ラーメン大好き麺活ラジオ（17:30 - 18:00） - kurumi、松山あおいほか
- 音瀬ミユのMラボ（18:00 - 18:20）
- いいね！情報局 ラジオ ミナテラス（18:20 - 19:00）
- eSports Land Radio〜いーらじ〜（19:00 - 19:30） - 十束おとは、夜風、天音利梛、新兵えす、鶴見ゆきらをメインに週替わりで出演
- YYタイム！！ニュイ！（19:30 - 20;00）
- いいね！情報局（20:00 - 20:30）
- ミチヒサのRock The Spirit（20:30 - 21:00）
- SSCシェアハピラジオ（21:00 - 21:30）
  - さんきゅう倉田＆元官僚芸人まつもとの「お金を稼ごう！」～学ぼう！投資と税金～
- ぺっとのきもち（21:30 - 22:00）
- 幸せ DE Night（22:00 - 22:30） - 菅生新・川上実津紀
- 聖書の力　光よ、あれ！（22:30 - 23:00）

### 区政番組
- ラジオこうとう（月 19:00 - 19:05（防災・安全一口メモ）、水 19:00 - 19:10[注釈 6]、木 19:00 - 19:10（水曜の再放送）、日 10:00 - 10:20） - 月・水・木は「大江戸ワイド スーパーイブニング」に、日は「大江戸情報局」に内包。
- こうとう・すみだCITYインフォ - 平日の大江戸ワイドシリーズにそれぞれ内包

### 深夜・早朝「朝までNon Stop Music」
- 月の23:15、火の23:30、水・木の23:20、金・土・日の23:00から翌朝8:00まで、独自に音楽を放送（開始前にコールサインを挿入）。なお、2019年3月までは「朝まで音楽 Non Stop Music」として有線ブロードネットワークス配信の音楽を毎日ジャンル別に再送信していた。
- リスラジなどのサイマル放送サービスでは2021年3月まで聴取不可能であったが、2021年4月より「放送休止中（災害時特別放送）」という扱いとなり、当該枠も聴取可能となっている。
- その他、週替わり番組枠が止む無く空きになる場合などにも同様の編成を組むことがある。

### ニュース・お出かけ情報・緊急放送
- ニュースは読売新聞ニュース。大江戸ワイドシリーズでそれぞれ放送される。
- お出かけ情報は大江戸ワイドスーパーモーニング、スーパーアフタヌーン内で放送される鉄道運行情報。ただし、この名義がなくても生放送番組やステーションブレイクの合間を縫って適宜挿入されることがある。
- 緊急放送時は内容が変更されるほか、緊急地震速報が吹鳴した場合は東京地区でなくても挿入され、緊急報道体制へ移行する。

### Rainbowtown Power Play
- 通称「RPP」。毎月3曲程度を制定し、5分番組として月～木の19:55から放送。

### 放送終了
- あびら屋→ぐらび屋→かりーね。（2012年4月 - ）
- 担童連 古藤一聡の頑張ろうぜ!日本
- すぎはら美里のガールズミリタリー
- SAMURAI SUNDAY
- プロレスリングWAVE〜ゴールデン5GONG!〜
- マイケル・リューの大航海時代
- 柳家喬の字の江東GOEN隊
- 小山田将のシネマサプリ
- 飯田里穂のミュージックサプリ
- 松本愛理とその仲間たち
- 東京スカイラジオ
- 一色進のGO→ST海賊放送局
- 大江戸探偵団
- 新・奄美へシンクロせよ![注釈 7] - エフエムたつごう、エフエムうけんは同日90分遅れネット、せとラジでも遅れネット[注釈 8]。月に1度、エフエムたつごう制作分をネット受け。（2021年9月末で終了）
- 火曜BEAST!!!!!!シリーズ内
  - 「じゃけ〜しょん。」 - 寺本莉緒
  - ガールズトーク〜MC×2のやりたいこと〜 - 秦瑞穂、犬童美乃梨、池山智瑛、山本愛莉、海里
  - ラララ〜♪Tuesday（第2週） - 七海なな、色紙実優、波妃美咲、森岳亜弥、尾崎茜、福田千穂
  - つじかりんと江益凛の楽屋ラジオ
  - きらきらジョイフルTIME
- 毎度おおきに福原さん（Radio JUKEBOX内）
- ハイブリッドマムGlobalDays（Radio JUKEBOX内）
- 大江翔萌美のSORA－ヒトツノソラー
- 鈴木千佳子のこもれびカフェ
- Perfect Free
- 若柳愛華の全力疾走!はっ!!
- ナイスクサテライト
- ラジラボZ!! - コタニキンヤ・合田明日佳
- ミュージックテラス★WANTED★!!!

## 主なパーソナリティ
- あきげん
- アキナめぐみ（ふれんどx3ナイト❤︎）
- 一色進
- いとうあさこ - 2010年4月放送のリンカーンにて唯一のレギュラー番組と語っている。
- 遊び屋 - かりーね。
- 小川はる子（歌手・日本クラウン所属）- 「火曜日は夢がいっぱい!」"イチとはる子"の『夢のバトンタッチ』（第3火 14:00 - 15:00）、
- 小木一夫（作詞家）- "イチとはる子"の『夢のバトンタッチ』
- 古藤一聡
- ハルモニクス（ボーカル：小川はる子・ギター：大谷友彦）”イチとはる子“の『夢のバトンタッチ』内《ハルモニクスのトーク&ライブコーナー》
- 城南海 ‐ 城南海のミュージックデリバリー（第3火）
- 猫ひろし
- 乃下未帆 - 火曜BEAST! VIC:CESSの江東上陸作戦!
- 上林英代 - かりーね。
- 北条佳奈 - 火曜BEAST! VIC:CESSの江東上陸作戦!
- 桐野澪 - かりーね。
- 朝川ことみ - かりーね。
- 守永真彩 - かりーね。
- たかはしゆい（元SDN48） - かりーね。
- 北陽 - 火曜BEAST! 北陽のお肌の曲がり角
- 大山愛未（元SDN48） - 火曜BEAST! 大山愛未のまるっとこの枠いただきます!
- 大橋歩夕（Satueday Maniac Radio／サタマニ♪）[2]
- 岡田真奈美
- 小川花子
- KATSUMI
- 神園さやか
- すぎはら美里
- 菅生新 - ビジネスコンサルタント。菅田将暉の父。
- 下町兄弟
- 堤大二郎
- 福田寛之
- ニシワッキィ
- 小山田将
- 石井春花
- 甚野ゆずる
- 星間美佳
- 中村有志
- 南部虎弾
- 八反安未果
- 原めぐみ
- 宮路一昭 - Satueday Maniac Radio／サタマニ♪[2]
- 竜小太郎
- マイケル・リュー
- 松岡英明
- 松本愛理
- 松下唯
- 成瀬理沙
- 高崎聖子
- 飯田里穂
- Chiaki（ジープラス G:+） - イレブンミュージック月曜　旅ラジEXPRESS
- 高松侑生 - イレブンミュージック水曜　和三昧
- 重本ことり
- 野々のん
- 梅本静香
- 浜田由梨
- christy.
- 渕上舞
- 巻本知美
- 島田愛
- 平尾美奈
- 木村美菜
- 風呂わく三
- 鳥山雄司
- マッスル力也
- SHINOVINO
- S☆M教団
- 宮原まお（まーやP）
- GANJIN
- 野村義男
- 田村直美
- パッパラー河合 - 第3水曜日20時　ペロリタイム

### 過去に出演したパーソナリティ
- 高橋秀幸 - 宮本佳那子×高橋秀幸の生っちゃライブ♪ショー ハレルヤ☆[3]
- 宮本佳那子 - 宮本佳那子×高橋秀幸の生っちゃライブ♪ショー ハレルヤ☆[3]
- 重盛さと美 - あびら屋
- 浜崎慶美 - あびら屋
- 吉木りさ - あびら屋、ぐらび屋ゲスト出演
- 坂口杏里 - ぐらび屋、かりーね。ゲスト出演
- 奈津子（元SDN48） - かりーね。ゲスト出演
- 亜希子（元SDN48） - かりーね。ゲスト出演
- AppleTale - ぐらび屋、かりーね。ゲスト出演
- 上野飛偉楼 - I dobata Now　ゲスト出演
- あやまん監督（あやまんJAPAN） - マイケル・リューの大航海時代　ゲスト出演
- 浜田ブリトニー - マイケル・リューの大航海時代　ゲスト出演)
- KAMIJO（Versaillesヴォーカル） - マイケル・リューの大航海時代　ゲスト出演
- ショッカーO野
- 織田無道
- 渡嘉敷勝男
- 麻倉未稀
- 島谷恵介
- 山内あやり
- *pnish*
- 松原孝明 - 大東文化大学准教授
- YUKKIY
- 白須優
- GiFT
- 田代まさし
- タブレット純 -「おもいで歌謡歌物語」2009年1月 - 2010年9月
- 大西蘭 - 「大西蘭の女子カフェ」
- YOFFY - Satueday Maniac Radio／サタマニ♪[2]
- 藤井KUMA奏 -「インディーズナイト（月曜日）」、「F-Monks（エフモン）のグッジョブ!」パーソナリティー（2003年9月 - 2009年2月）
- 後藤明日香 - 元秋田朝日放送アナウンサー
- 田島祐子
- 岩崎康雄（ミンキー・ヤス）
- すずき円香
- 松島朱美
- ココロトライアド.
- 柳家喬の字
- さくら -「アクターズ・ブラボー!」、「マルベル放送局♪」
- バースデーこうだい